# Crematogaster quadriformis
Crematogaster quadriformis es una especie de hormiga acróbata del género Crematogaster, categorizada en la tribu Crematogastrini, de la subfamilia Myrmicinae. Fue descrita por Roger en 1863.

## Distribución
Se distribuye por América: Argentina, Bolivia, Brasil, Colombia, Guayana Francesa, Guyana, México, Paraguay, Perú, Surinam, Uruguay y Venezuela.

## Hábitat
Habita en el bosque lluvioso, subtropical húmedo y secundario, en la vegetación baja, sobre el pasto y en nidos. Se ha encontrado a elevaciones de 10-800 m s. n. m.